# Botsabsorbeerder

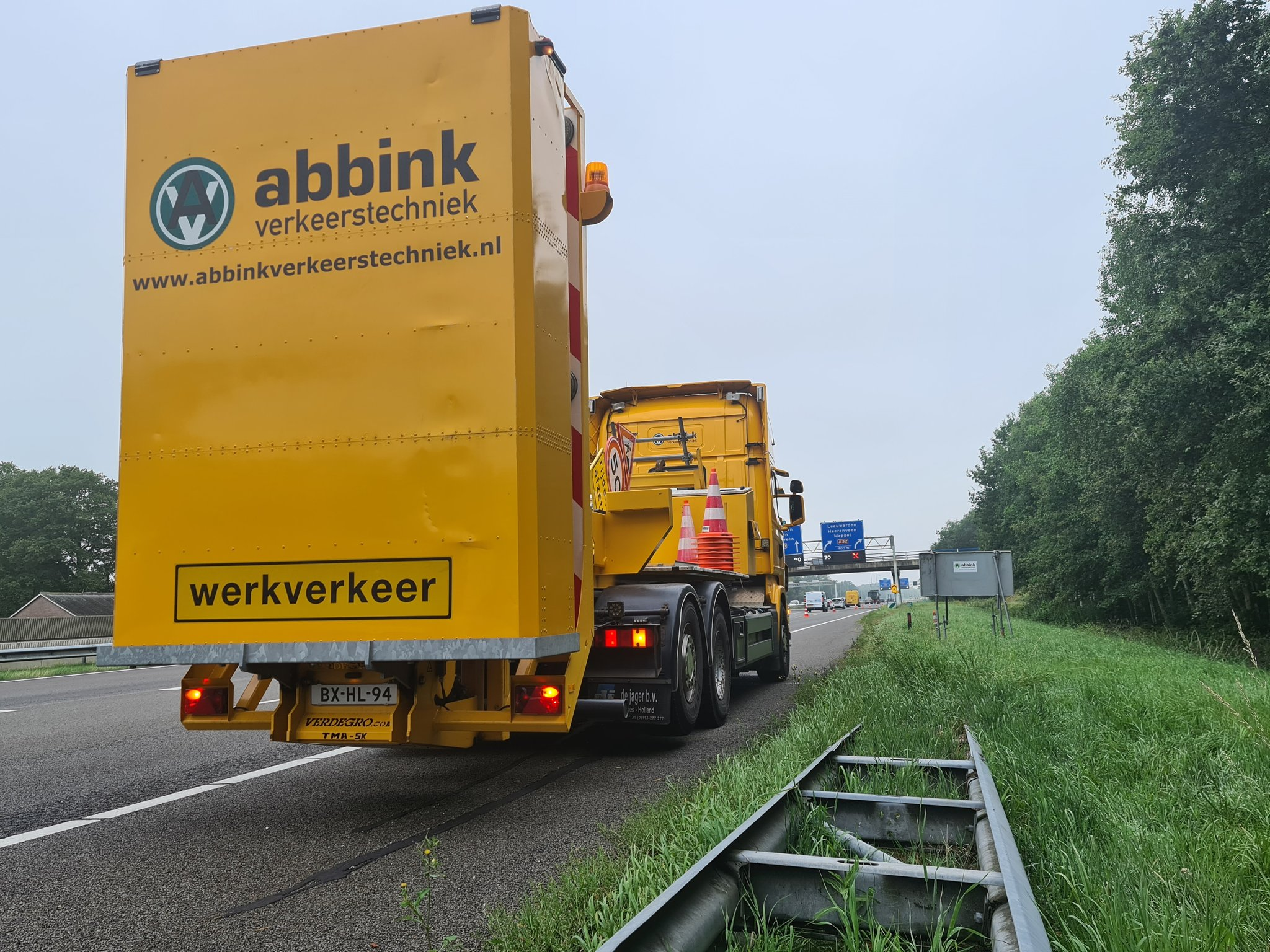
Verzwaarde actiewagen met ingeklapte botsabsorber in Nederland

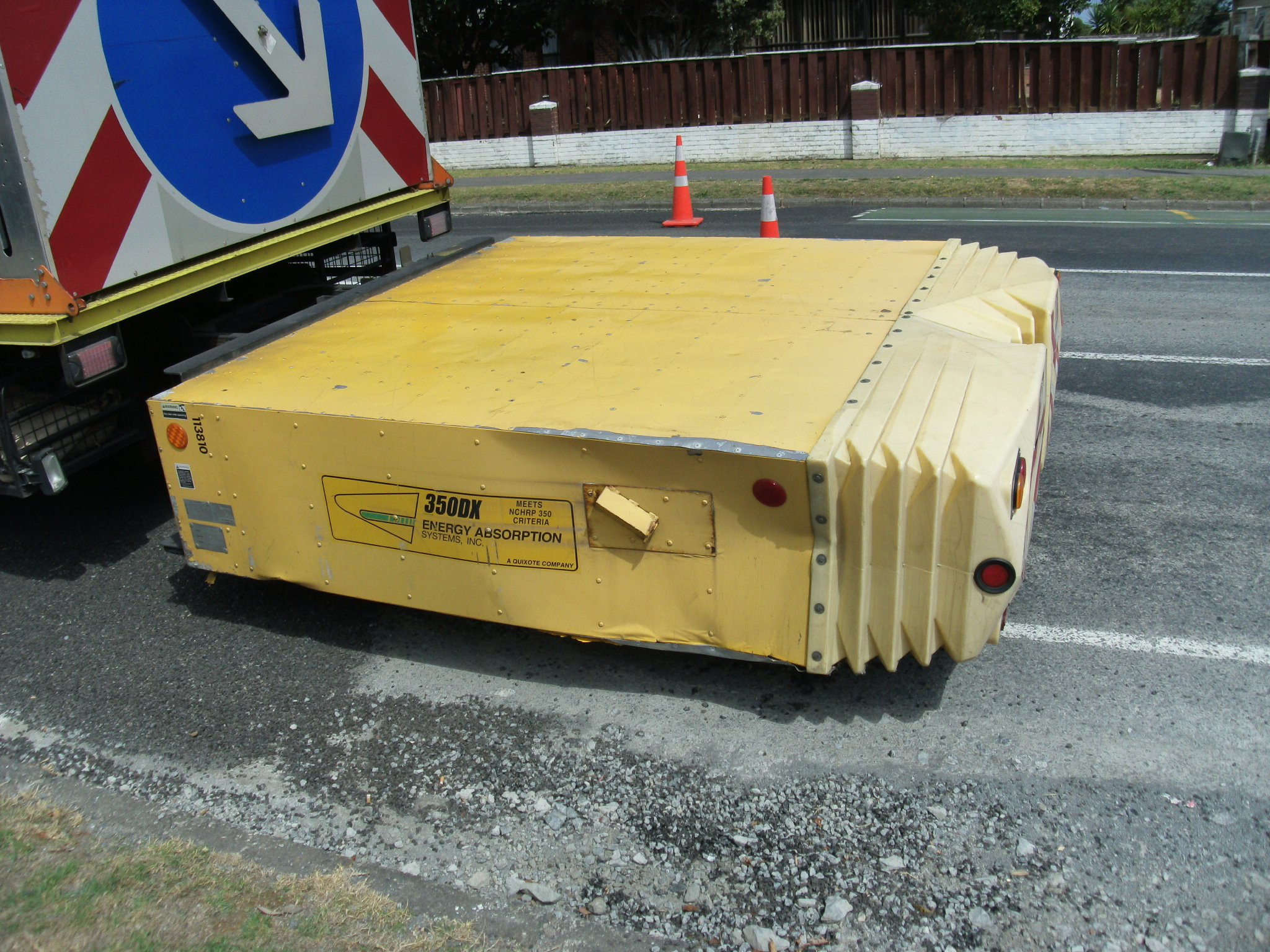
Uitgeklapte botsabsorber in Nieuw-Zeeland

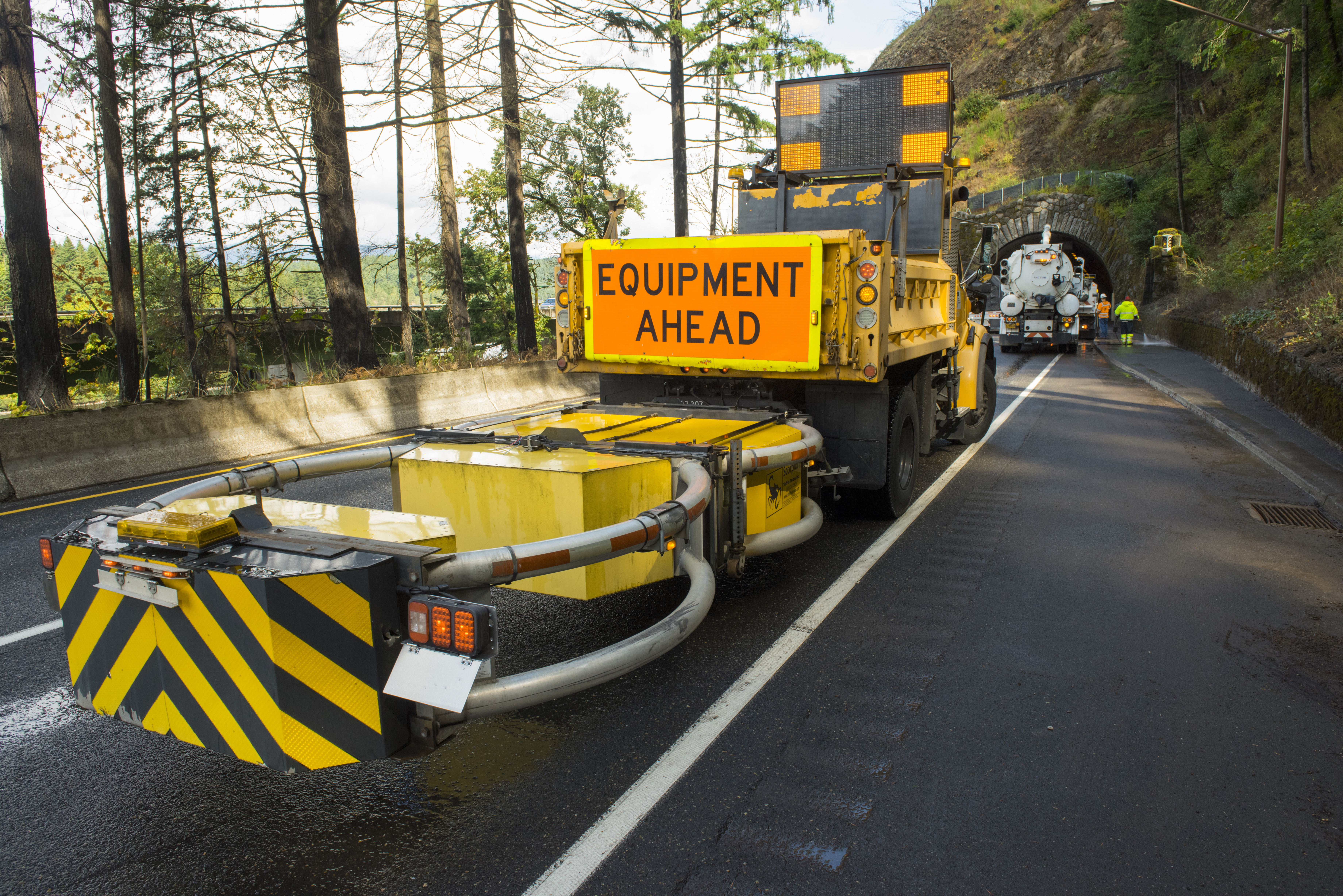
Botsabsorber in de Verenigde Staten

Een botsabsorbeerder ofwel botsabsorber is een voertuig dat wordt gebruikt om botsingen op te vangen. De botsabsorbeerder wordt veelal vooraan een wegafzetting geplaatst om de veiligheid van de weggebruikers en de wegenwerkers te verzekeren.
Het betreft een frame waarbij een botskussen / TMA zich horizontaal kan uitvouwen tot een object waarin de energie van een aanrijdende wagen wordt geabsorbeerd. Boven het botskussen is er ook een matrixbord of een display gemonteerd, dat de weggebruiker voorziet van verkeersinformatie. Daarnaast valt de botsabsorbeerder ook goed op door de beurtelings knipperende lampen en de witte en rode markeringen die er op aanwezig zijn. 
Er zijn twee types botsabsorbeerders met bijhorende voorschriften en testen:
1. een van oorsprong Amerikaans type volgens de Amerikaanse richtlijnen NCHRP 250 of de recentere MASH, getest met een typische Amerikaanse pick-up als aanrijdend voertuig
2. een Europees type volgens de Europese Technische Specificatie TS 16786, waarvoor bij het testen kan gekozen worden uit een breder gamma van aanrijdende voertuigen.

Voor beide types kan gekozen worden uit verschillende botssnelheden, tot 100 km/u. Er wordt steeds getest met enerzijds een lichte personenwagen van rond de 1000 kg en anderzijds een zwaarder voertuig van rond de 2000 kg. Bij het testen worden tijdens en na de botsing een aantal parameters opgemeten en voorwaarden opgelegd om de veiligheid van de inzittenden van het aanrijdend voertuig, van de wegenwerkers en van de voorbijrijdende andere voertuigen te verzekeren.
Botsabsorbeerders worden vooral gebruikt bij mobiele werken, bij wegwerkzaamheden van korte duur en als beveiliging van de plaats van een ongeval op vooral grotere wegen, omdat ze snel op te stellen en weer te verwijderen zijn.
Een bestuurder die even onoplettend is wordt door een dergelijke mobiele botsabsorbeerder met zijn wagen veilig opgevangen en er wordt voorkomen dat wegenwerkers of hulpverleners er door worden aangereden.
Enkele fabrikanten in Europa en in de Verenigde Staten van Amerika maken verschillende modellen mobiele botsabsorbeerders en verkopen en/of verhuren die.